# Emil Schallopp
Emil Schallopp foi um jogador e autor de xadrez. Embora tenha participado regularmente de competições internacionais, seus melhores resultados foram o segundo lugar em Nottingham (1886) vencido por Amos Burn, no qual recebeu um prêmio de brilhantismo por sua vitória sobre Johannes Zukertort, e o quarto lugar em Wiesbaden (1880) à frente de James Mason, Szymon Winawer, Louis Paulsen. Como autor se destacou pela sétima edição do Handbuch des Schachspiels.